# Plancher-Bas
Plancher-Bas är en kommun i departementet Haute-Saône i regionen Bourgogne-Franche-Comté i östra Frankrike. Kommunen ligger i kantonen Champagney som tillhör arrondissementet Lure. År 2022 hade Plancher-Bas 1 855 invånare.

## Befolkningsutveckling
Antalet invånare i kommunen Plancher-Bas
| Referens: INSEE |